# Bullaresjöarna
Bullaresjöarna ist der Name zweier zusammenhängender Seen in der schwedischen historischen Provinz Bohuslän. Sie liegen in der Provinz (Län) Västra Götalands län und gehört zur  Gemeinde Tanum.

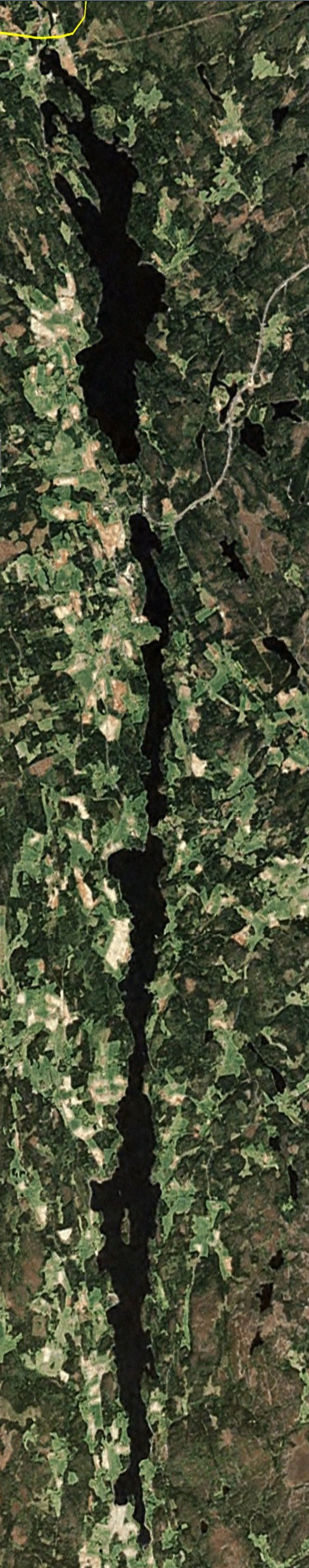
Satellitenaufnahme des Bullaresjöarna, erstellt mit NASA World Wind.

Die Seen bestehen aus dem Norra Bullaresjön und dem Södra Bullaresjön und sind durch einen etwa 1,2 Kilometer langen Bach miteinander verbunden. Dadurch werden die Seen als zusammenhängend angesehen und zählen zum größten See der historischen Provinz. Im nördlichsten Ende des Norra Bullaresjön fließt der See über den Enningdalsälven ab. Dieser wiederum mündet, bereits auf norwegischer Seite, in den Iddefjord.